# أمارو دا كونا
أمارو دا كونا (بالبرتغالية: Amaro da Cunha‏) هو مجدف برازيلي، (ولد في ريو دي جانيرو في البرازيل 1912 – 1988 م).

## وصلات خارجية
- أمارو دا كونا على موقع الاتحاد الدولي للتجديف (الإنجليزية)
- أمارو دا كونا على موقع أوليمبيديا (الإنجليزية)